# Trichillurges bordoni
Trichillurges bordoni là một loài bọ cánh cứng trong họ Cerambycidae.